# شون كريغتون
شون كريغتون (بالإنجليزية: Shaun Creighton) هو منافس ألعاب قوى أسترالي، ولد في 14 مايو 1967.

## وصلات خارجية
- شون كريغتون على موقع الاتحاد الدولي لألعاب القوى (الإنجليزية)
- شون كريغتون على موقع النتائج التاريخية لألعاب القوى الأسترالية (الإنجليزية)
- شون كريغتون على موقع أوليمبيديا (الإنجليزية)
- شون كريغتون على موقع اللجنة الأولمبية الأسترالية (الإنجليزية)
- شون كريغتون على موقع اتحاد ألعاب الكومنولث (مؤرشف) (الإنجليزية)